# 사우디아라비아 여자 축구 국가대표팀
사우디아라비아 여자 축구 국가대표팀은 사우디아라비아를 대표하는 여자 축구 대표팀으로 사우디아라비아 축구 연맹에서 관리하며 2022년 2월 20일 세이셸과의 친선 경기에서 국제 경기 데뷔전을 치렀고 이 경기에서 2-0의 승리를 거두었다.

## 국제 대회 경력

### WAFF 여자 챔피언십
홈에서 열린 2024년 대회를 통해 처음으로 WAFF 여자 챔피언십에 모습을 드러냈으나 요르단, 레바논, 괌을 상대로 3전 전패·A조 최하위의 처참한 성적을 거두며 조별리그에서 탈락했다.

## 기타 국제 대회 경력
첫 국제 대회인 2023년 사우디 여자 4개국 친선 축구 대회에서 모리셔스, 코모로, 파키스탄을 상대로 2승 1무의 성적을 거두며 국제 대회 첫 우승컵을 들어올렸다.

## 주요 선수
- 사라 칼레드
- 알반다리 무바라크
- 마리암 알타메이미

## 같이 보기
- 사우디아라비아 축구 국가대표팀
- 사우디아라비아 축구 연맹